# Rejon szepetowski
Rejon szepetowski  (ukr. Шепетівський район) – rejon na Ukrainie, w obwodzie chmielnickim, z siedzibą w Szepetówce. Jego powierzchnia wynosi 5352,2 km², zaś liczba ludności wynosi 276,7 tys. osób.
Na terenie rejonu znajduje się 18 hromad:
- 5 miejskich:
  - Zasław(inne języki)
  - Niecieszyn(inne języki)
  - Połonne(inne języki)
  - Sławuta(inne języki)
  - Szepetówka(inne języki)
- 4 sełyszczne:
  - Biłohirja(inne języki)
  - Hryców(inne języki)
  - Poninka(inne języki)
  - Jampol(inne języki)
- 9 wiejskich:
  - Annopol(inne języki)
  - Berezdów(inne języki)
  - Krupeć(inne języki)
  - Łenkiwci(inne języki)
  - Mychajluczka(inne języki)
  - Płużne(inne języki)
  - Sachniwci(inne języki)
  - Sudyłków(inne języki)
  - Ułaszaniwka(inne języki)

Rejon został utworzony 19 lipca 2020 roku decyzją Rady Najwyższej z 17 lipca 2020 roku o przeprowadzeniu reformy administracyjno-terytorialnej Ukrainy. W jego skład weszły dotychczasowe rejony:
- biłohirski
- zasławski
- połoński
- sławucki
- szepetowski
- Szepetówka (dotychczas miasto wydzielone)
- Sławuta (dotychczas miasto wydzielone)
- Niecieszyn (dotychczas miasto wydzielone)